# Friedenau
Friedenau (pronunciación alemanaⓘ) es una localidad (Ortsteil) dentro del municipio (Bezirk) de Tempelhof-Schöneberg en Berlín, Alemania. Relativamente pequeña por área, su densidad de población es la más alta de la ciudad.

## Geografía
Friedenau es parte de los suburbios del sudoeste, justo en la frontera con el distrito de Schöneberg, en el centro de la ciudad, separado por el Berlín-Ringbahn y la autopista BAB 100 (Stadtring). Limita con la localidad de Wilmersdorf en el oeste y Steglitz en el sur. 
Las calles y plazas están distribuidas según un diseño urbano geométrico con un conjunto casi completo de edificios Gründerzeit, que sobrevivieron al bombardeo de Berlín en la Segunda Guerra Mundial.

## Planificación urbana
El rasgo característico de Friedenau es la figura Carstenn, que lleva el nombre del desarrollador urbano Johann Anton Wilhelm von Carsten. Esta figura simétrica consiste en una avenida que divide una carretera circular, que está delimitada por cuatro plazas. 
Algunas calles en Friedenau fueron renombradas como ríos en Alsacia-Lorena para conmemorar la anexión de esta región al Imperio alemán. 
La mayoría de los edificios en Friedenau datan de principios del siglo XX. Por lo tanto, los estilos arquitectónicos son casi uniformes. 185 edificios están protegidos como sitios de patrimonio cultural. 
Los edificios más jóvenes no necesariamente coinciden con el paisaje urbano circundante, ya que los esfuerzos de reconstrucción después de la Segunda Guerra Mundial dieron poca consideración a la preservación de la uniformidad arquitectónica.

## Historia

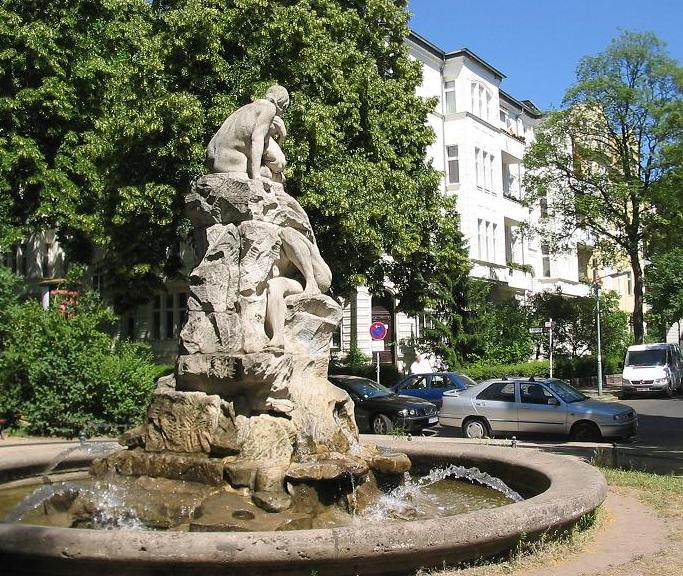
Friedenau: Fuente del diluvio en Perelsplatz.

En 1871 se fundó como una ciudad próspera de cercanías en las fincas de la antigua mansión Deutsch-Wilmersdorf. Hedwig Hähnel, esposa del arquitecto Hermann Hähnel, en memoria de la Paz de Frankfurt de 1871, propuso el nombre alemán Friedenau, en referencia a Frieden (paz) y el sufijo -au que significa llanuras de inundación (de ahí "llanura de inundación de la paz"). terminó la guerra franco-prusiana. Fue adoptado por el Sr. Hähnel, entonces director de Landerwerb- und Bauverein auf Actien (inc.), Que desarrolló los bienes inmuebles en el área. Cuando en 1874 el área se constituyó como un municipio independiente dentro de la Provincia de Brandeburgo, la denotación ya se había establecido y se convirtió en el nombre municipal oficial. 
Friedenau abrió su propio cementerio municipal no confesional, el actual Städtischer Friedhof III, que pronto se hizo demasiado pequeño. Entonces, en 1909, Friedenau compró una extensión de tierra en Güterfelde (hoy un componente de Stahnsdorf) como cementerio adicional, con el primer entierro en 1913. El concejal municipal de construcción de Friedenau, Hans Altmann, diseñó para el cementerio una capilla de luto, una oficina, una casa de jardinero, una floristería, bancos y una fuente, así como una red de caminos que reproducen la red de calles en Friedenau. Desde junio de 1913 se podía acceder al cementerio a través de la llamada línea de tren del cementerio que terminaba en la estación de Stahnsdorf.
Friedenau se unió a la ciudad de Schöneberg en 1920, bajo el nombre de este último, como el undécimo distrito administrativo del Gran Berlín. En el corto período del 29 de abril al 30 de junio de 1945, cuando el Ejército Rojo ocupó todo Berlín, fue un municipio por derecho propio, hasta que se reunificó con Schöneberg como un municipio dentro del Sector Americano de Berlín Occidental. 
El cementerio de Güterfelde, desde 1920 llamado Cementerio forestal de Schöneberg,fue operado desde 1935 por el barrio berlinés de Wilmersdorf, llamado Cementerio forestal de Wilmersdorf Güterfelde (en alemán: Wilmersdorfer Waldfriedhof Güterfelde) Después de 1945, el cementerio se encontraba en la zona de ocupación soviética y más tarde en la República Democrática Alemana (Alemania Oriental), por lo que con la creciente prohibición oriental de Berlín Occidental, el cementerio se volvió inaccesible para los Friedenauers. 
El 5 de abril de 1986, una bomba explotó en la discoteca La Belle en un antiguo cine en Hauptstraße 78, matando a una mujer turca y dos militares estadounidenses e hiriendo a numerosas personas. Una placa marca el sitio.

## Personajes nacidos en Friedenau
Friedenau siempre ha sido el hogar de artistas creativos, especialmente de autores. Los residentes prominentes incluyen a: 
- Max Bruch, compositor, Albestraße 3,
- Hans Magnus Enzensberger, poeta y escritor, Fregestraße 19,[2]
- Max Frisch, arquitecto y escritor, Sarrazinstraße 8,
- Günter Grass, escritor, Premio Nobel de Literatura, Niedstraße 13,
- Georg Hermann, escritor, Bundesallee   68 y   108 (en ese momento Kaiserallee ) y Stubenrauchstraße   5,
- Theodor Heuss, el más tarde presidente de Alemania, Fregestraße 80,
- Kurt Hiller, escritor, Hähnelstraße 9,
- Hannah Höch, artista, Büsingstraße  16,
- Uwe Johnson, escritor, Niedstraße   14 y Stierstraße 3,
- Erich Kästner, escritor, Niedstraße 5 (con su secretaria Elfriede Mechnig),
- Karl Kautsky, político, Saarstraße 14,
- Heinrich Klemme, fundador y director del estudio de cine (The Pamir, 1959)
- Adam Kuckhoff, escritor, luchador de la resistencia alemana, Wilhelmshöher Straße 18,
- Friedrich Luft, crítico de teatro, Bundesallee 74,
- Herta Müller, escritora, Premio Nobel de Literatura, Menzelstraße 2,
- Rainer Maria Rilke, poeta lírico, Rheingaustraße 8,
- Karl Schmidt-Rottluff, pintor, Niedstraße 14 y Stierstraße 3,
- Walter Trier, dibujante e ilustrador, Elsastraße   2,
- Kurt Tucholsky, escritor satírico, Bundesallee   79 (ex Kaiserallee).

### Tumbas
Numerosas personalidades están enterradas en el cementerio Schöneberg III, entre ellas el compositor Ferruccio Busoni, la actriz Marlene Dietrich, el fotógrafo Helmut Newton, el poeta Paul Zech y el arquitecto Wilhelm Haeger.

## Transporte

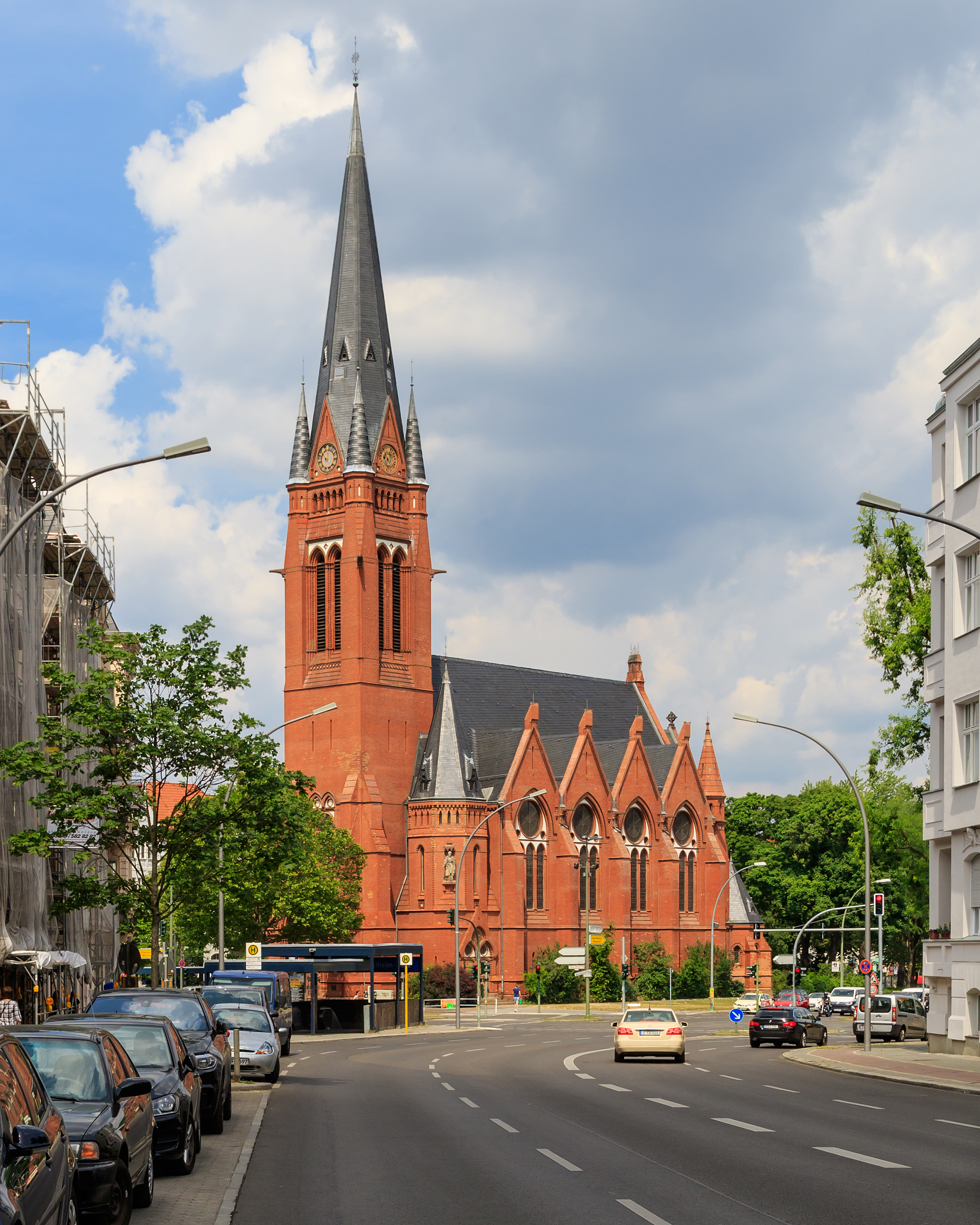
Iglesia del Buen Pastor en Friedrich-Wilhelm-Platz.

Friedenau tiene acceso a la red de U-Bahn de Berlín en la estación Innsbrucker Platz (U4), así como en Bundesplatz, Friedrich-Wilhelm-Platz y Walther-Schreiber-Platz (U9). El servicio de S-Bahn está disponible en las estaciones Bundesplatz e Innsbrucker Platz de Ringbahn. La cercana estación Friedenau de la línea S1 está situada en la vecina Schöneberg. 
También se puede llegar a la localidad a través de Bundesautobahn 100 (Stadtring) en los cruces Wexstraße e Innsbrucker Platz y por Bundesautobahn 103 (Westtangente), también Bundesstraße 1, en Saarstraße.